# Dahlmühle (Rodebach)
Die Dahlmühle ist eine ehemals am Rodebach gelegene Wassermühle mit einem unterschlächtigen Wasserrad in Gangelt, einer ländlichen Gemeinde im nordrhein-westfälischen Kreis Heinsberg.

## Geographie
Die Dahlmühle hat ihren Standort auf der rechten Bachseite, Zur Dahlmühle 11 in der Gemeinde Gangelt. Das Gelände, auf dem das Hof- und Mühlengebäude steht, hat eine Höhe von ca. 61 m über NN. Oberhalb steht die Mohrenmühle, unterhalb hat die Brommler Mühle ihren Platz.

## Gewässer
Der Rodebach versorgte bis in das letzte Jahrhundert vierzehn Mühlen mit Wasser. Der Bach beginnt an einem Rückhaltebecken in der Nähe von Siepenbusch in der Stadt Übach-Palenberg in einer Höhe von 105 m über NN. Bis zur Mündung in die Geleenbeek bei Oud-Roosteren in den Niederlanden hat der Rodebach eine Länge von 28,9 km. Die Mündungshöhe beträgt 29 m über NN. Die Pflege und Unterhaltung des Rodebachs und seiner Nebenbäche unterliegt den jeweiligen, anliegenden Städten und Gemeinden. → Siehe auch Rodebach

## Geschichte
Die Dahlmühle findet ihre erste urkundliche Erwähnung im Jahre 1472. Sie war ein Jülich’sches Lehen im Besitz der Junker von Drimborn. Um 1500 erscheint in den Millener Rechnungsbücher eine Waidmühle „nuwer moelen“, die vermutlich mit der Dahlmühle identisch ist. In der zweiten Hälfte des 18. Jahrhunderts betätigte sich der Dahlmüller auch als Bierbrauer. Anfang des 19. Jahrhunderts wurde die Getreidemühle um eine Ölpresse erweitert. Im Jahre 1913 konnte die Leistung der Mühle durch den Einbau einer Francis-Turbine erhöht werden. Die Mühle war als Ölmühle bis 1935 in Betrieb. Die Getreidemühle lief noch einige Jahre länger.
Für die Einhaltung und Festlegung der Stauobergrenzen der Antriebsgewässer dienten eingeschlagene Ankernägel in der Mühlenwand. Diese Messpunkte waren an allen Mühlen angebracht. Für die Dahlmühle lag die oberste Stauhöhe bei 56,44 m über NN.

## Galerie

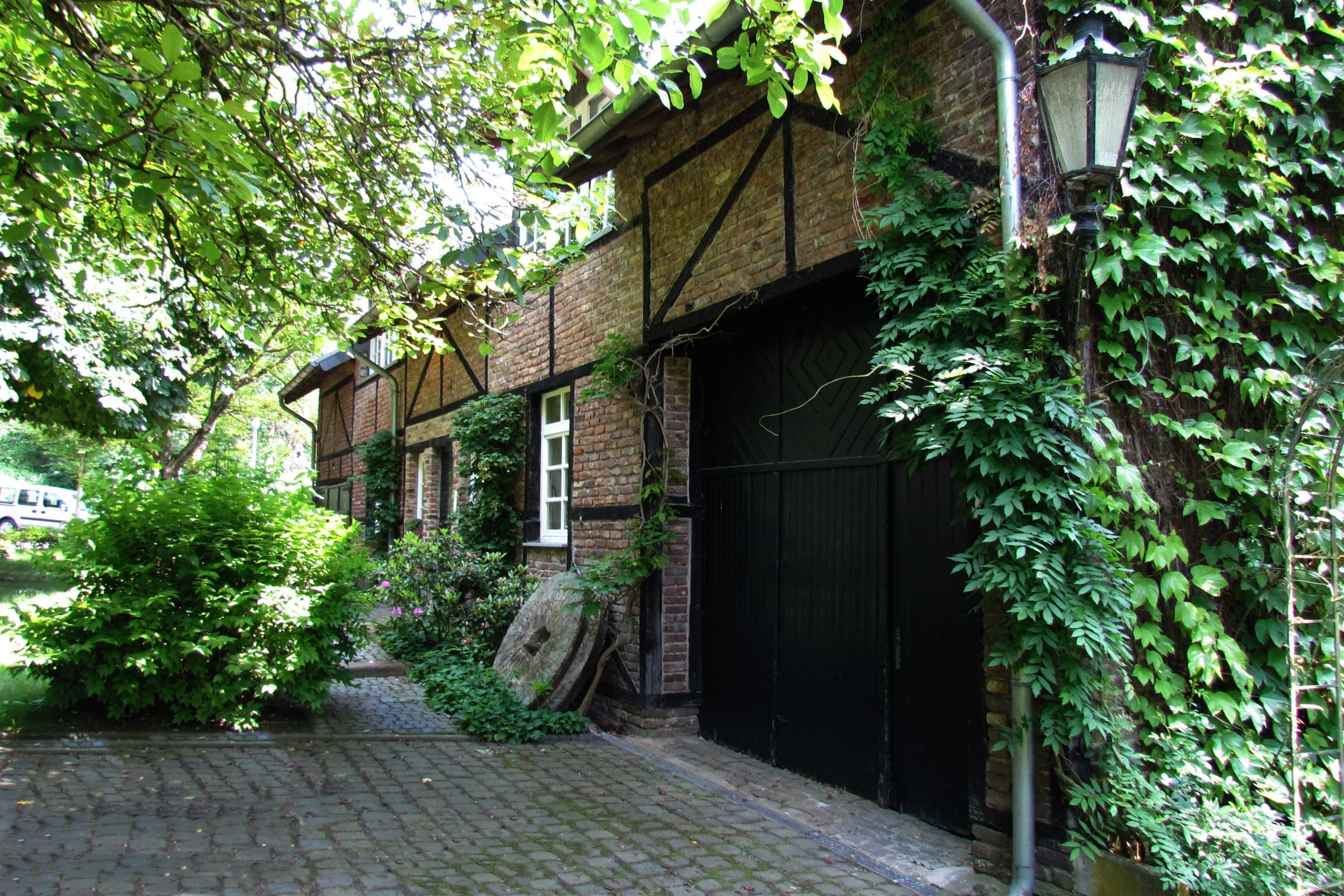
Die Dahlmühle in Gangelt
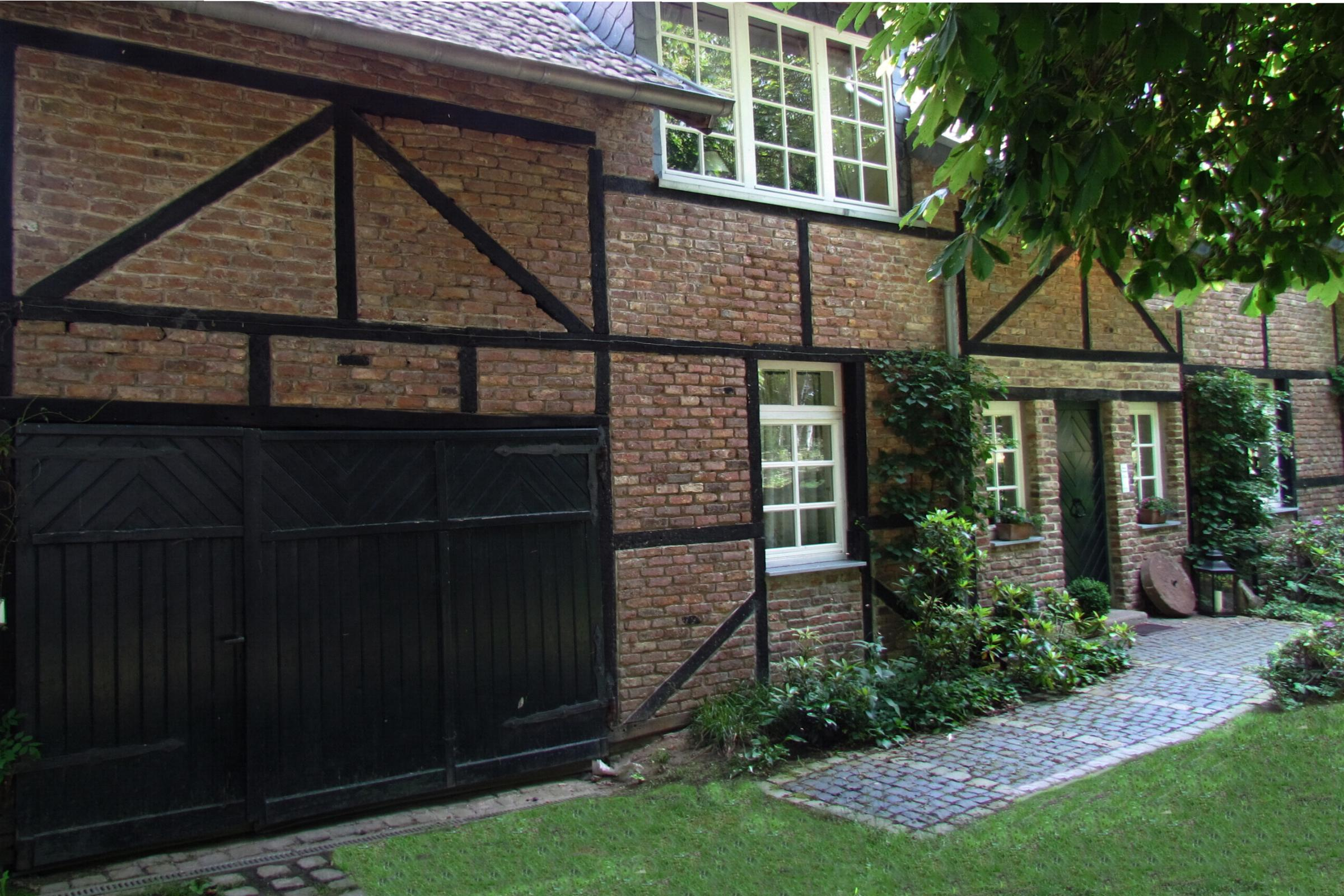
Wohn- und Wirtschaftsgebäude
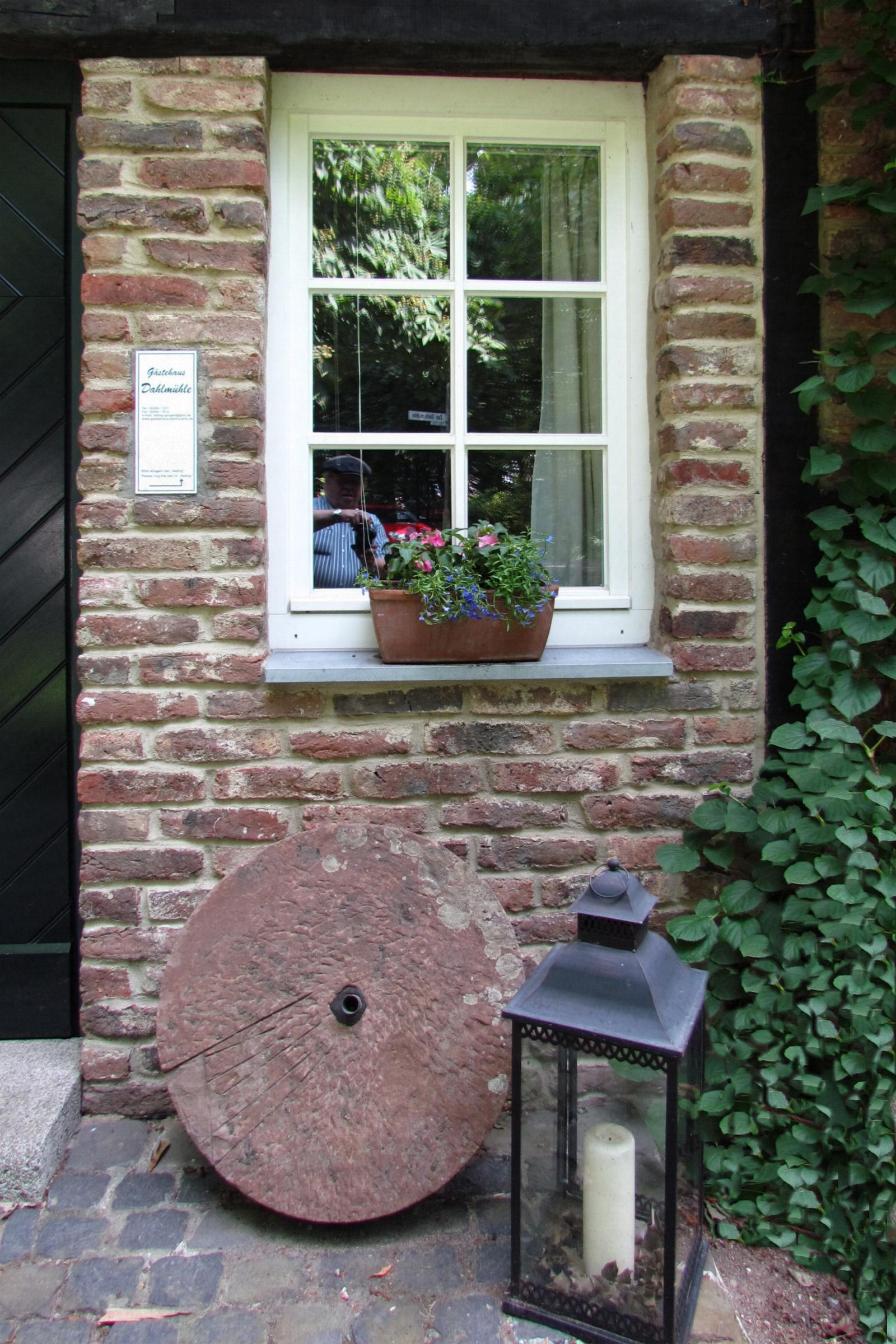
Dekorativer Eingangsbereich
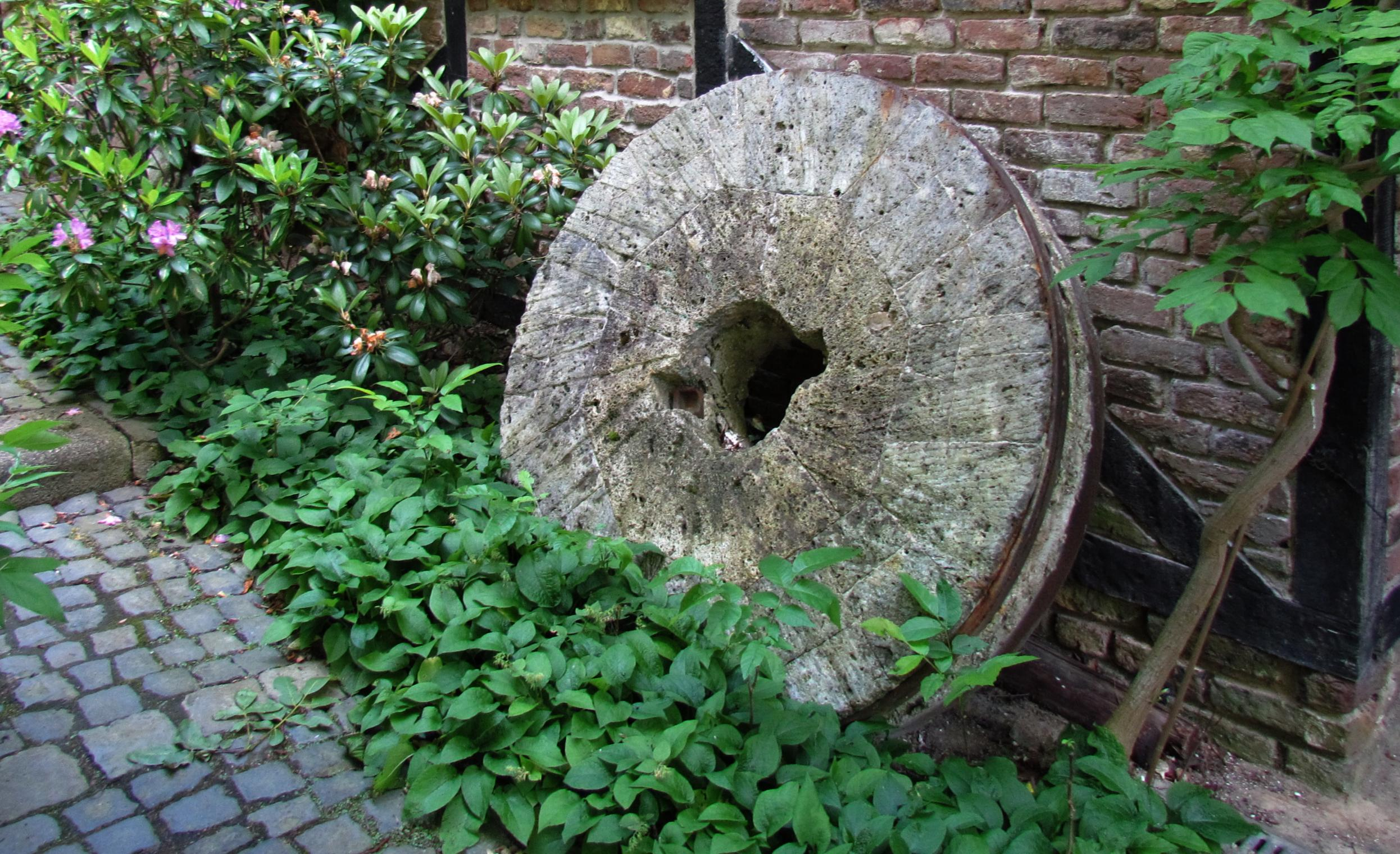
Mahlstein an der Dahlmühle
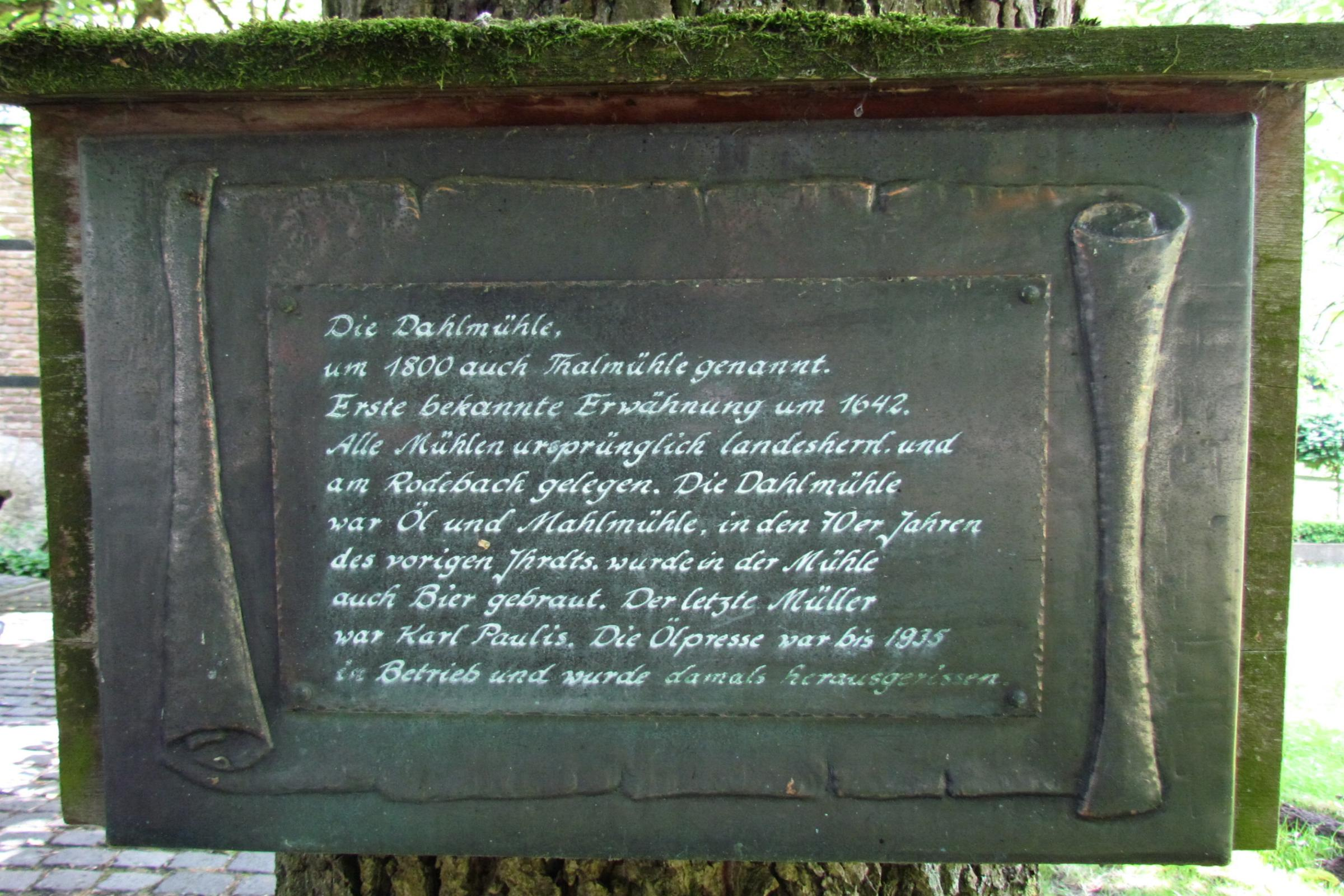
Infotafel der Dahlmühle
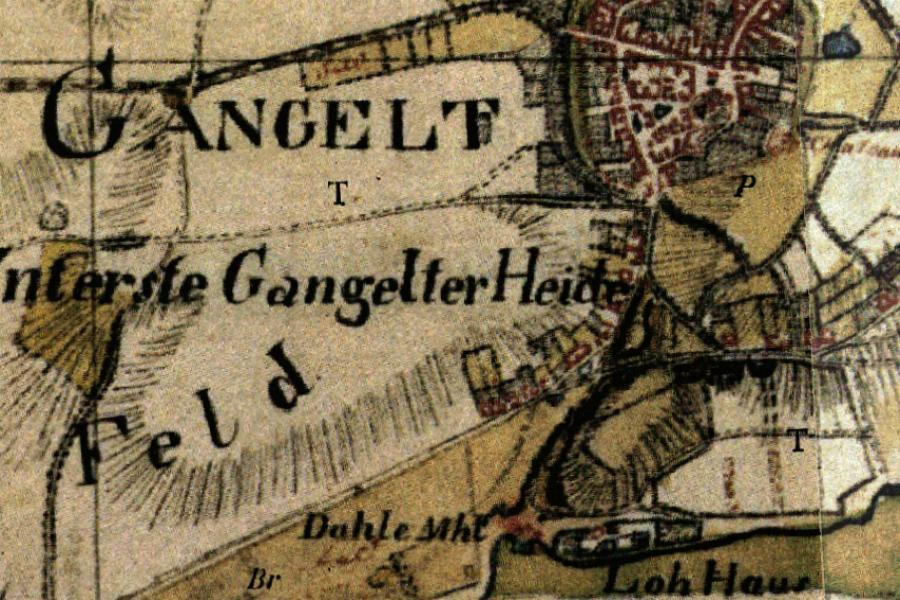
Tranchotkarte 1804/05